# تریچیانا
تریچیانا (به ایتالیایی: Trichiana) یک کومونه در ایتالیا است که در استان بلونو واقع شده‌است.

## خصوصیات
تریچیانا ۴۳٫۸ کیلومترمربع مساحت و ۴٬۵۶۹ نفر جمعیت دارد و ۳۴۷ متر بالاتر از سطح دریا واقع شده‌است.

## خواهرخوانده
شهر Saubens خواهرخواندهٔ تریچیانا هست.